# 三叶犁头尖
三叶犁头尖（学名：Typhonium trifoliatum）为天南星科犁头尖属的植物，是中国的特有植物。分布在中国大陆的山西、河北、内蒙古、陕西等地，多生长在丘间湿地，目前尚未由人工引种栽培。

## 别名
代半夏（山西代县） 范半夏（山西太谷范村）